# Estación de Vigo-Guixar
Estación de Vigo-Guixar vasútállomás Spanyolországban, Vigo településen.

## Vasútvonalak
Az állomást az alábbi vasútvonalak érintik:
- Monforte de Lemos–Redondela-vasútvonal

## Kapcsolódó állomások
A vasútállomáshoz az alábbi állomások vannak a legközelebb:
- Estación de Redondela de Galicia